# Alain Veyret
Pour les articles homonymes, voir Veyret.
Alain Veyret, né le 16 décembre 1953 à Alger (Algérie), est un chirurgien et homme politique français, ancien député-maire d'Agen.

## Biographie

### Enfance et origines familiales
Il est âgé de 8 ans lorsque son père, militant cégétiste, est tué sous ses yeux par des terroristes de l'OAS le 14 février 1962 à Alger,. Après cet assassinat, il est fait Pupille de la Nation et s'installe en France, d'abord à Orly, puis à Rouen, où il grandit dans la précarité avec le reste de sa famille. Il poursuit par la suite ses études au Lycée Corneille, en mathématiques supérieures et opte pour des études de médecine, à l'image de sa sœur. A cette époque, ses grands-parents, eux-mêmes rapatriés d'Algérie, s'installent comme exploitants agricoles à Saint-Jean-de-Thurac.  

### Vie professionnelle
Il devient chirurgien spécialisé en chirurgie cardio-vasculaire et thoracique. Il devient également membre actif de Médecins sans frontières. À partir de 1982, il effectue plusieurs missions humanitaires notamment en Pologne, au Liban, en Inde et au Tibet. Il commence sa carrière comme interne puis chef de service à la Clinique de Rouen avant d'occuper un poste à l’Hôpital du Havre.  

### Parcours politique
Membre du Parti socialiste de 1992 à 2012, il a été élu pour la première fois dans le canton de Laplume en 1994, en battant Jean François-Poncet, alors président du Conseil général de Lot-et-Garonne. Battu en 2007 par Jean Dionis du Séjour, il est toujours conseiller municipal d’Agen et membre du conseil de communauté de l’Agglomération d'Agen. En 2012, il est à nouveau battu comme dissident avec 16,65%, devancé par la candidate investie, Lucette Lousteau (20,53%).

## Mandats

### Conseiller général du Canton de Laplume (1994-2001)
Lors du renouvellement partiel du conseil général de mars 1994, il se présente sous les couleurs du PS pour le canton de Laplume, où il remporte une élection serrée face au Président du Conseil Général de l'époque, Jean-François Poncet. Ses thèmes de campagne principaux sont la construction progressive de l'intercommunalité, le redéploiement des budgets sociaux en faveur des plus démunis et la préservation de l'agriculture locale. Il devient membre de la commission des Affaires sociales et l'économie, puis siège à la commission permanente après mars 1998. 

### Député de la 1ère circonscription du Lot-et-Garonne (1997-2002)
Après l'annonce de la dissolution surprise de l'Assemblée par Jacques Chirac en 1997, il s'impose pour l’investiture du PS face à sa concurrente Danièle Esteban. Il choisit comme suppléant Michel Bordignon, maire de Barbaste à l'époque. Il axe sa campagne sur les thématiques de l'Europe Sociale, de la cohésion sociale et de l'accès à la culture et à l'éducation. Il remporte de peu le second tour des législatives face au sortant Paul Chollet avec une avance de 5000 voix. Il siège au sein du groupe parlementaire « Socialiste, Radical et Citoyen ». 

### Maire d'Agen (2001-2008)
Déjà élu conseiller municipal en 1995 au conseil municipal d'Agen, il mène la liste PS pour les élections de 2001, où il arrive largement en tête avec 44,88% des voix face à une alliance de la droite menée par Philippe Lacaze et Jean Dionis du Séjour (39,75% des voix). Il s'impose largement au second tour avec 53,86% des voix. Il focalise son action de maire sur la construction de logements sociaux et les travaux d'assainissement et réhabilitation de la voirie. 

#### Élections municipales de 2008
Au premier tour, la liste de Alain Veyret obtient 43,83 % des voix. La droite obtient 48,52 %, la troisième liste « La voix des classes populaires » (extrême gauche) obtient 7,66 %. Alain Veyret préfère ne pas chercher un accord avec la troisième liste entre les deux tours.
Au deuxième tour, le taux de participation est plus élevé. C'est la liste de droite, menée par Jean Dionis du Séjour, qui emporte la mairie.